# Grace Valentine
Grace Valentine (14 de febrero de 1884 - 12 de noviembre de 1964) fue una actriz estadounidense que trabajó en cine y teatro.                                                                       

## Carrera
Comenzó su carrera en 1905 en el teatro y realizó giras en sociedades anónimas durante los siguientes años. Valentine comenzó su carrera cinematográfica en 1915, aunque nunca se alejó de su carrera en el teatro.
Valentine protagonizó su primera película sonora en 1929, donde interpretaba papeles esporádicos, tres años después, Valentine se retiró del mundo del cine y regresó al teatro. En 1949, Valentine hizo su primera aparición en la televisión en The Chevrolet Tele-Theatre.

## Vida personal
Valentine se casó con Wayne Nunn en 1903, el matrimonio duró hasta la muerte de Nunn en 1947, Valentine murió el 12 de noviembre de 1964 a los 80 años.

## Filmografía
- The New Adam and Eve (1915) cortometraje
- Black Fear (1915)
- Man and His Soul (1916)
- The Blindness of Love (1916)
- The Evil Thereof (1916)
- Dorian's Divorce (1916)
- The Scarlet Runner (1916)
- The Brand of Cowardice (1916)
- Babbling Tongues (1917) extraído de la Biblioteca del Congreso de Estados Unidos
- The Unchastened Woman (1918) estrenada en 1925 juntó con Theda Bara
- A Man's Home (1921)
- Ain't It the Truth (1929) cortometraje; extraído de la Biblioteca del Congreso de Estados Unidos
- The Phantom in the House (1929) extraído de Internet Archive
- The Silver Lining (1932)
- Her Secret (1933)
- "The Door", episodio de la serie de televisión Chevrolet Tele-Theater (1949)
- "The Seeker and the Sought", episodio de la serie de televisión Suspense (1949)
- "The Doctor's Wife", episodio de la serie de televisión Lux Video Theatre (1951)
- "The Gomez Case", episodio de la serie de televisión Janet Dean, Registered Nurse (1954)